# Gerhard Gustmann
Gerhard Gustmann (ur. 13 sierpnia 1910 w Tempelhof, zm. 30 marca 1992 w Bonn) – niemiecki wioślarz, złoty medalista olimpijski.
Wystartował na igrzyskach olimpijskich w Berlinie w 1936 roku, gdzie reprezentanci III Rzeszy w składzie: Gerhard Gustmann, Herbert Adamski i Dieter Arend (sternik) zdobyli złoty medal w dwójkach ze sternikiem. W wyścigu finałowym o 12,8 sekundy wyprzedzili Włochów i o 17,1 sekundy Francuzów. Był to jego jedyny start olimpijski.
W tej samej konkurencji wywalczył ponadto złoty medal na mistrzostwach Europy w Amsterdamie (1937) i srebrny na mistrzostwach Europy w Mediolanie (1938).
W latach 1936-39 zdobywał mistrzostwo kraju w dwójkach ze sternikiem, a w 1939 roku zwyciężył również w czwórkach ze sternikiem.